# Castanea seguinii
Castanea seguinii, el castaño Seguin (茅 栗, mao li en Chino) es una especie perteneciente a la familia Fagaceae.

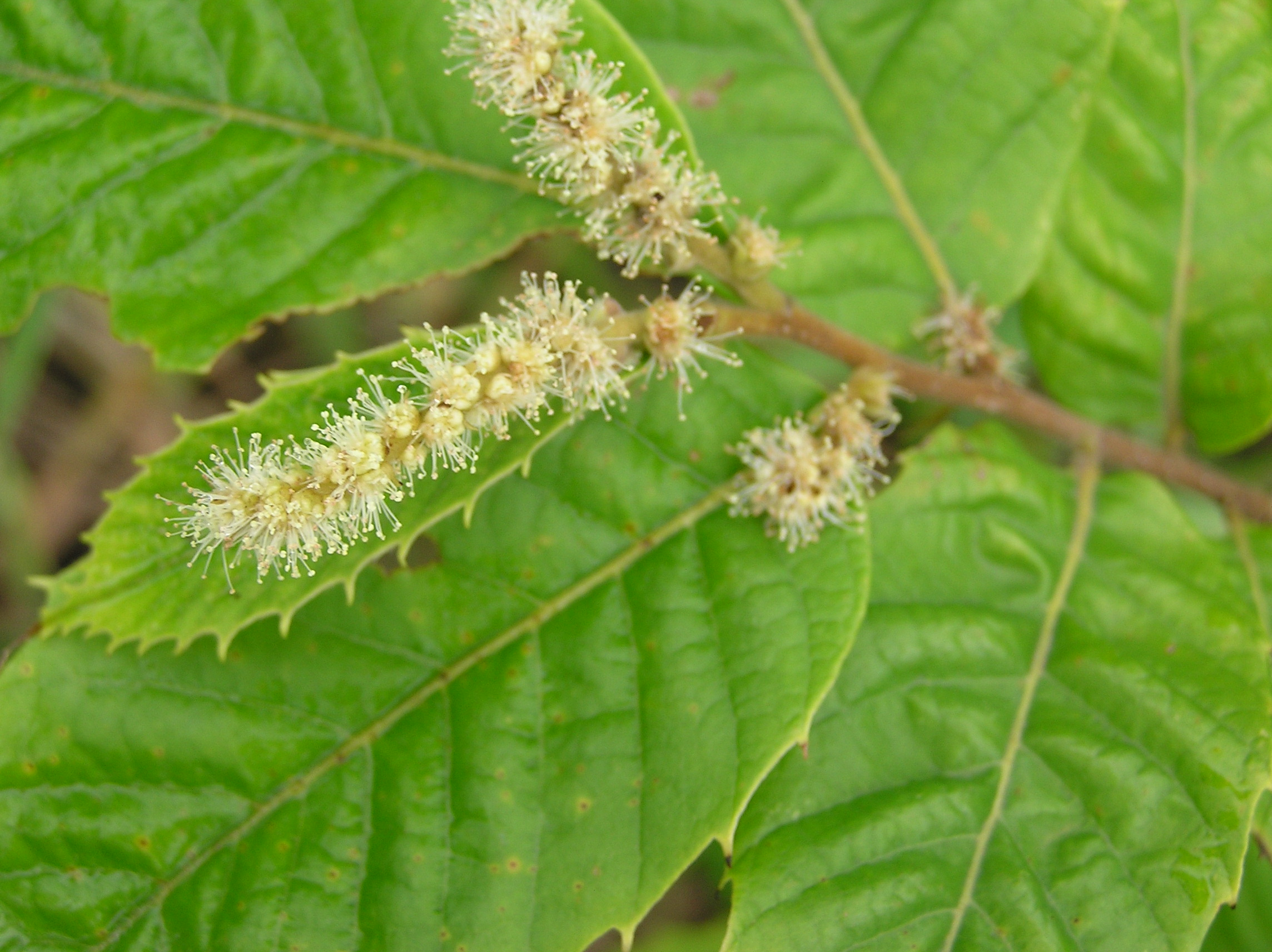
Inflorescencia

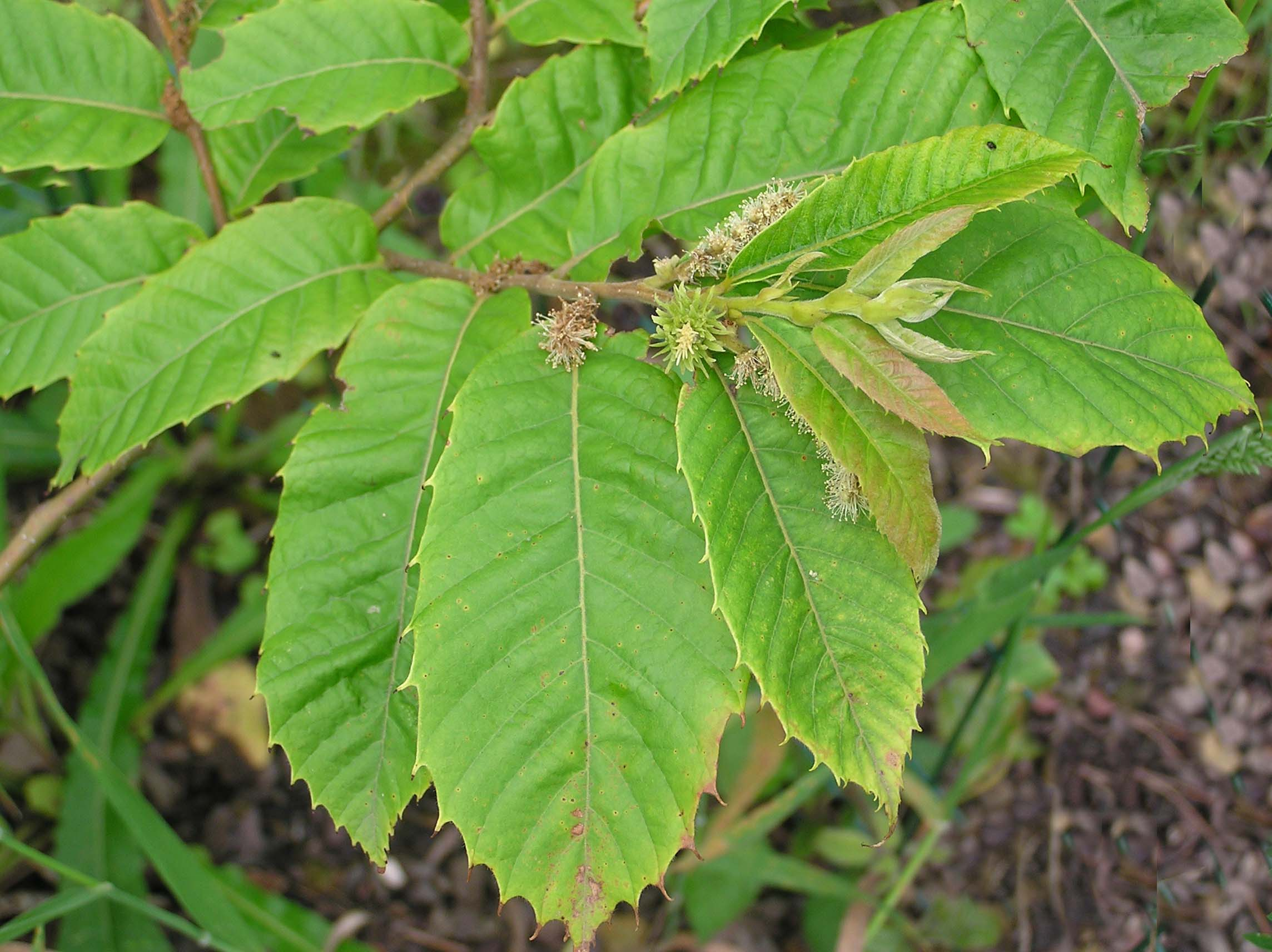
Amentos masculinos e inflorescencias femeninas en su base.

## Descripción
Son árboles o arbustos pequeños, llegando raramente hasta 12 m de altura. Las estípulas son estrechamente lanceoladas, de 0,7-1,5 cm, caducas en la fructificación. Las hojas tienen un pecíolo de 0,5-1,5 cm con el limbo oblongo-obovado a elíptico-oblongo, de 6-14 cm, con el envés cubierto de glándulas escuamiformes marrones o grisáceo-amarillentas y escasamente piloso a lo largo de los nervios cuando joven; son de base redondeada a subcordada, pero cuneiforme en la juventud, de margen toscamente aserrado y ápice acuminado. Los amentos masculinos tienen 5-12 cm, y las inflorescencia femeninas son de una flor solitaria o pocas flores por cúpula. Dichas cúpulas miden 3-5 cm de diámetro y son cubiertas de espinas escasamente pilosas de 6-10 mm. Hay igual número (1 o 3) aquenios por infrutescencia que de flores por cúpula y miden 1,5-2 cm de diámetro.

## Hábitat y distribución
Es especie nativa y endémica del centro y este de China. Florece en mayo-julio y fructifica en septiembre-noviembre en
bosques mixtos, matorrales, y en los huertos a altitudes comprendidas entre 400 y 2000 m.

## Taxonomía
Castanea seguinii fue descrita por Louis-Albert Dode y publicado en Bulletin de la Societe Dendrologique de France, 8: 152, f. s.n., 1908.
Etimología
- Castanea: nombre genérico que deriva del Griego χάστανον y luego el Latín castănĕa, -ae, nombre del castaño y de la castaña (Virgilio, Bucolicas,1, 82), esta última también llamada castanea nux (Virgilio, Bucolicas, 2, 52), la nuez del castaño.[3] También podría derivar de Castanaea, -ae o Castana, -ae, ciudad de Asia Menor o, según otros, del nombre armenio de este árbol.[4]

- seguinii: epíteto aludiendo a un tal Seguin, personaje desconocido, probablemente un explorador en China, pues el autor de la especie fue particularmente activo en describir y documentar materiales introducidos a Francia de arboreta china.

Sinonimia
- Castanea davidii Dode, Bull. Soc. Dendrol. France, 1908, p. 153, 1908[5][6]

## Usos
Extensiva e intensamente cultivado en China por sus nueces comestibles, pero no tan ampliamente que Castanea mollissima.